# Alfa amilaza
Alfa amilaza (EC 3.2.1.1, glikogenaza, alfa-amilaza, endoamilaza, Taka-amilaza A, 1,4-alfa-D-glukanska glukanohidrolaza) je enzim sa sistematskim imenom 4-alfa-D-glukan glukanohidrolaza. Ovaj enzim katalizuje sledeću hemijsku reakciju
Endohidroliza (1->4)-alfa-D-glukozidnih veza u polisaharidima koji sadrže tri ili više (1->4)-alfa-vezane D-glukozne jedinice
Ovaj enzim deluje na skrob, glikogen i srodne polisaharide i oligosaharide na nasumični način. Alfa amilaza je enzim koji hidrolizuje alfa veze velkih, alfa-povezanih polisaharida, dajući njihove kraće lance, dekstrine i maltozu. To je glavni oblik amilaze koji se nalazi kod ljudi i drugih sisara. Takođe je prisutan u semenkama koje sadrže skrob kao rezervu hrane, a izlučuju ga mnoge gljive. Član je porodice glikozidnih hidrolaza 13.

## U ljudskoj biologiji

### Amilaza pljuvačke (ptjalin)
Amilaza se nalazi u pljuvački i razlaže skrob na maltozu i dekstrin. Ovaj oblik amilaze se isto tako naziva „ptajalin”, što je ime koje je dodelio švedski hemičar Jеns Jaкob Berceliјus. Naziv potiče od grčke reči ptyō (pljujem), jer je supstanca dobijena iz pljuvačke. Ovaj enzim razlaže velike, nerastvorljive molekule skroba u rastvorljive molekule (amilodekstrin, eritrodekstrin i ahrodekstrin) proizvodeći sukcesivno manje forme skroba i na kraju maltozu. Ptajalin deluje na linearne α(1,4) glikozidne veze, ali za hidrolizu jedinjenja je potreban enzim koji deluje na razgranate proizvode. Amilaze pljuvačke inaktivira želudačna kiselina u želucu. U želučanom soku podešenom na pH 3,3, ptijalin se potpuno inaktivira za 20 minuta na 37 °C. Nasuprot tome, 50% aktivnosti amilaze preostaje je nakon 150 minuta izlaganja želučanom soku pri pH 4,3. Skrob, supstrat za ptijalin, i proizvod (kratki lanci glukoze) mogu delimično da zaštite enzim od inaktivacije želudačnom kiselinom. Ptijalin dodat u pufer pri pH 3.0 se potpuno inaktivira za 120 minuta; međutim, dodavanjem skroba na nivou od 0,1% rezultira preostalom aktivnošću od 10%, a slično dodavanje skroba na nivou od 1,0% rezultira sa oko 120% preostale aktivnosti nakon 120 minuta.

#### Optimalni uslovi za ptjalin
Optimalna  – 7,0
Ljudska telesna temperatura
Presustvo izvesnih anjona i aktivatora:
Hlorid i bromid su najefektivniji
Jodid je manje efektivan
Sulfat i fosfat su manje efektivni

### Genetske varijacije u ljudskoj amilazi pljuvačke
Gen amilaze pljuvačke je tokom evolucije pretrpeo duplikaciju, a studije hibridizacije DNK ukazuju na to da mnoge osobe imaju višestruko tandemsko ponavljanje ovog gena. Broj kopija gena korelira sa nivoima pljuvačne amilaze, mereno analizama proteinske blot analize pomoću antitela na humanu amilazu. Broj kopija gena povezan je sa očiglednom evolucionom izloženošću ishrani sa visokim sadržajem skroba. Na primer, jedna japanska individua je imala 14 kopija gena amilaze (jedan alel sa 10 kopija, i drugi alel sa četiri kopije). Japanska dijeta tradicionalno sadrži velike količine pirinčanog skroba. Nasuprot tome, pojedinac naroda Bijaka je nosio šest kopija (po tri kopije na svakom alelu). Bijake su lovci i sakupljači prašume koji su tradicionalno konzumirali ishranu sa niskim sadržajem skroba. Peri i kolege su spekulisali da bi povećani broj kopija gena za amilazu pljuvačke mogao povećati verovatnoću opstanka, što se podudara sa prelaskom na skrobnu ishranu tokom evolucije čoveka.

### U patologiji
Lakše je izvesti test na amilazu nego lipazu, što ga ovaj enzim čini primarnim testom za otkrivanje i praćenje pankreatitisa. Medicinske laboratorije obično mere amilazu pankreasa ili ukupnu amilazu. Ako se meri samo amilaza pankreasa, povećanje neće biti zabeleženo u slučaju zauški ili drugih trauma pljuvačnih žlezda.
Međutim, zbog male prisutne količine prisutne, vremenski period je kritičan pri uzorkovanju krvi za ovo merenje. Krv treba uzeti ubrzo nakon napada pankreatitisa, inače se brzo izlučuje bubrezima.
Enzim α-amilaza u pljuvački je korišćena kao biomarker za stres i kao surogatni marker aktivnosti simpatičkog nervnog sistema (SNS) koji ne zahteva vađenje krvi.

#### Interpretacija
Povećani nivoi u plazmi kod ljudi nalaze se kod:
- Pljuvačnih trauma (uključujući anestetičku intubaciju)
- Zauški - zbog upale pljuvačnih žlezda
- Pankreatitisa - zbog oštećenja ćelija koje proizvode amilazu
- Otkazivanja bubrega - zbog smanjenog izlučivanja

Ukupna očitavanja amilaze koja su preko 10 puta veća od gornje granice normale (ULN) ukazuju na pankreatitis. Pet do 10 puta ULN može da ukazuje na ileusnu ili duodenalnu bolest ili otkazivanje bubrega, a niža povišenja se obično nalaze kod bolesti pljuvačnih žlezda.

### Geni
- pljuvačni – AMY1A, AMY1B, AMY1C
- pankreasni – AMY2A, AMY2B

## U žitu
Aktivnost α-amilaze u zrnu meri se, na primer, Hagberg-Pertenovim padajućim brojem, testom za procenu oštećenja klica, ili Fadebasovom metodom. Javlja se u pšenici.

## Industrijska upotreba
Enzim α-amilaza se koristi u proizvodnji etanola za razbijanje skroba u zrnu na fermentabilne šećere. Prvi korak u proizvodnji kukuruznog sirupa sa visokim sadržajem fruktoze je tretiranje kukuruznog skroba sa α-amilazom, pri čemu nastaju kraći lanci šećera oligosaharida.
Forma α-amilaze pod nazivom „termamil”, poreklom iz Bacillus licheniformis'', takođe se koristi u nekim deterdžentima, posebno u deterdžentima za pranje sudova i uklanjanje skroba.
Za više informacija o upotrebi amilazne porodice pogledajte u amilaze.

## Potencijal za medicinsku upotrebu
Enzim α-amilaza je pokazao efikasnost u razgradnji polimikrobnih bakterijskih biofilmova hidrolizom α(1-4) glikozidnih veza unutar strukturnih, matričnih egzopolisaharida vanćelijske polimerne supstance (EPS).

## Puferska inhibicija
Prijavljeno je da molekul tris inhibira brojne bakterijske α-amilaze, te tu supstancu ne treba koristiti u amilaznim puferima.

## Domenska arhitektura
Enzim α-amilaza sadrži niz različitih proteinskih domena. Katalitički domen ima strukturu koja se sastoji od osmolančanog alfa/beta barela koje sadrži aktivno mesto, što je prekinuto domenom za vezivanje kalcijuma od ~70 aminokiselina koji strši između beta lanca 3 i alfa heliksa 3, i grčkim ključen na karboksilnom kraju beta-barel domena. Nekoliko alfa-amilaza sadrži domen beta ravni, obično na C kraju. Ovaj domen je organizovan kao petolančana antiparalelna beta ravan. Nekoliko alfa-amilaza sadrži potpuni beta domen, obično na  kraju.

## Spoljašnje veze
- Alpha-amylase на 
- The alpha-Amylase Protein
- alpha-Amylase на 

Овај артикал садржи текст из јавног власништва Пфам и ИнтерПро IPR006047
Овај артикал садржи текст из јавног власништва Пфам и ИнтерПро IPR012850
Овај артикал садржи текст из јавног власништва Пфам и ИнтерПро IPR006048